# Myodes glareolus
Myodes glareolus là một loài động vật có vú trong họ Cricetidae, bộ Gặm nhấm. Loài này được Schreber mô tả năm 1780.

## Hình ảnh

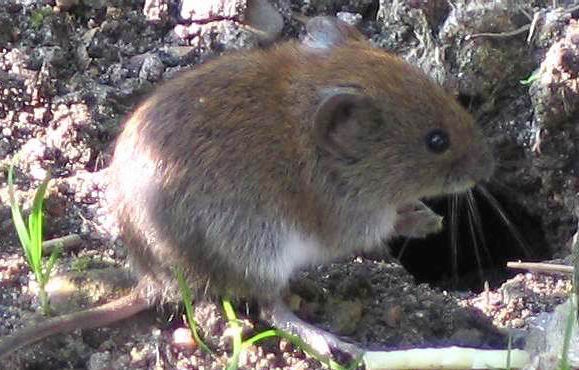
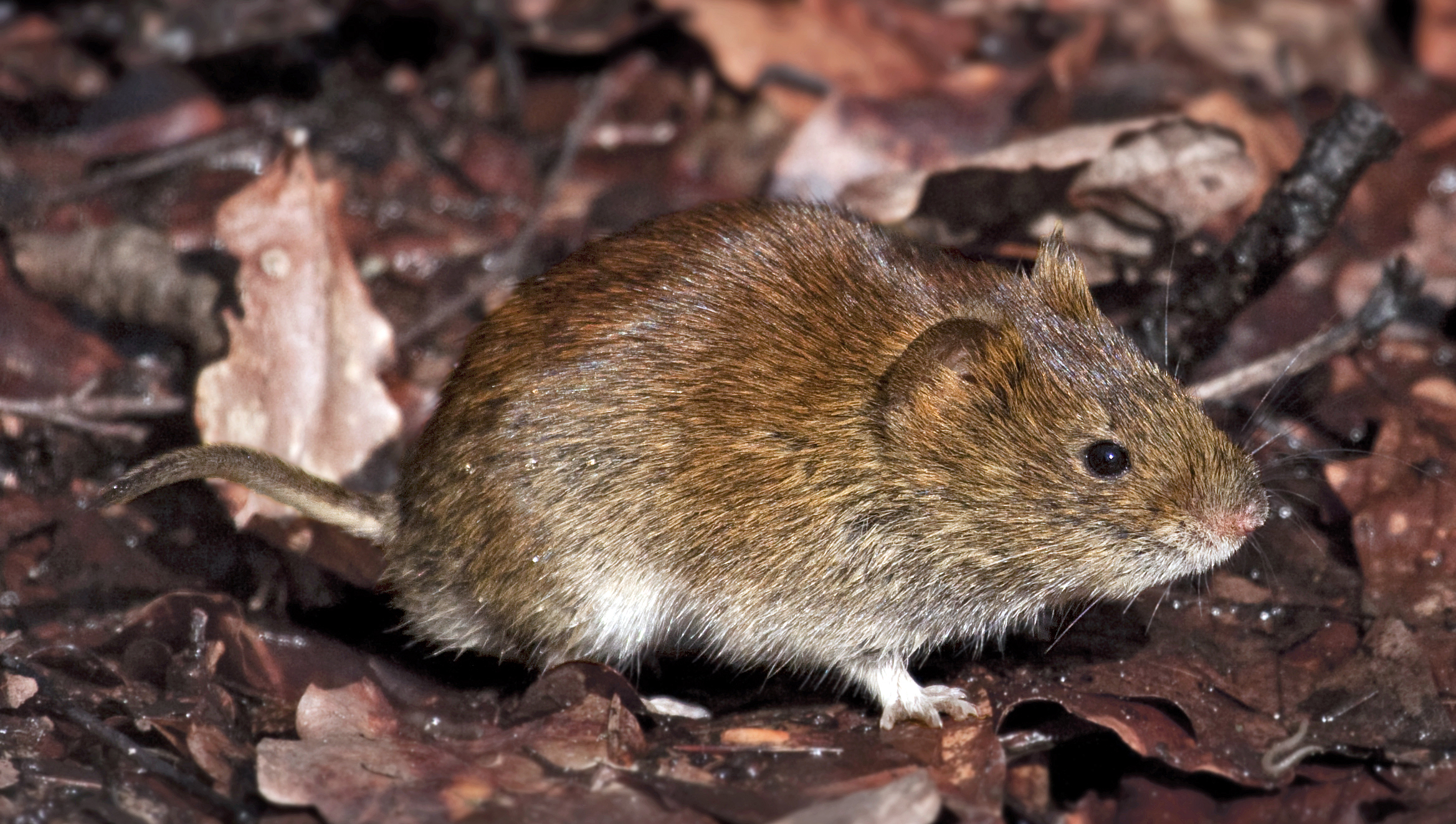
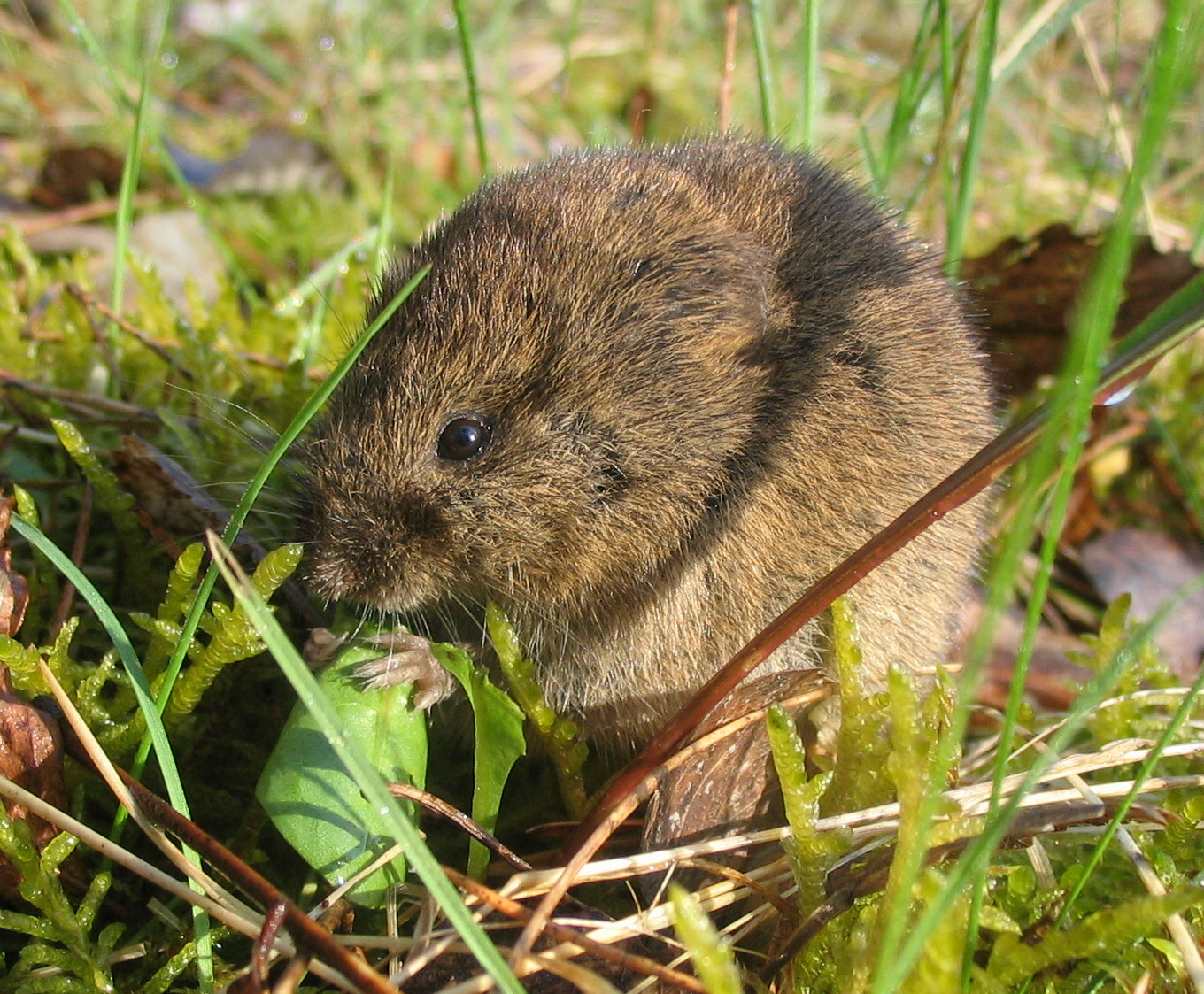
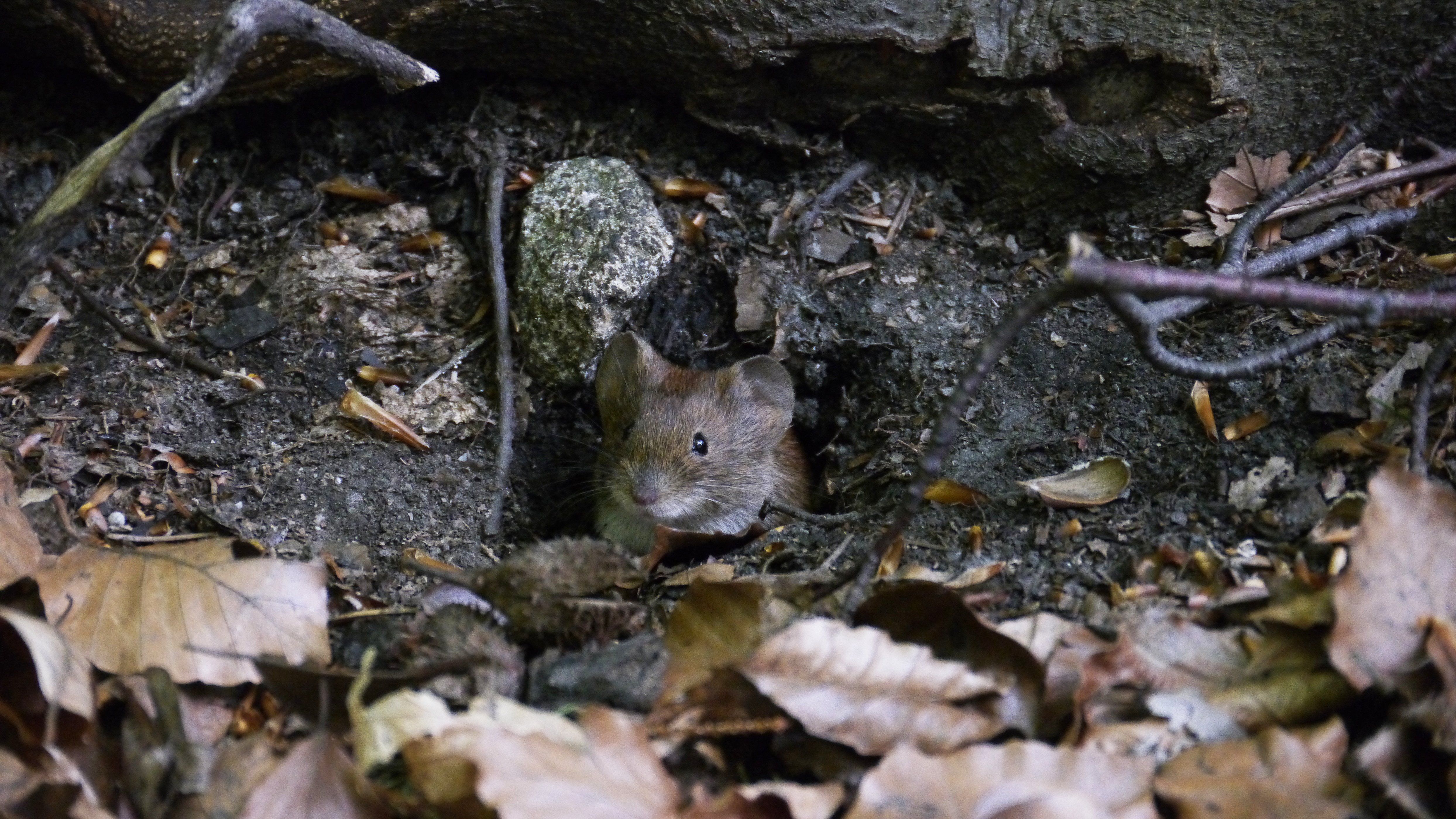